# 참골풀
참골풀(학명: Juncus brachyspathus)은 골풀과 골풀속에 속하는 여러해살이풀이다.